# Богатырёва, Марем Камбулатовна
Марем Камбулатовна Богатырёва (род. 18 января 1957, Чечено-Ингушская АССР или Джамбулская область, Казахская ССР) — доярка государственного унитарного предприятия «Насыр-Кортское» в Назрани, Ингушетия. Герой Труда Российской Федерации (2015), Заслуженный работник сельского хозяйства Российской Федерации (2014).

## Биография
Проработала дояркой на ферме предприятия «Насыр-Кортское» не менее 45 лет. За свои трудовые достижения не раз отмечалась советскими наградами. Мать шестерых детей.
Указом Президента Российской Федерации № 214 от 28 апреля 2015 года ей было присвоено звание Героя Труда Российской Федерации за особые трудовые заслуги перед государством и народом. 1 мая 2015 года медаль «Герой Труда Российской Федерации» была вручена ей в Кремле Президентом России Владимиром Путиным.

## Награды
- Герой Труда Российской Федерации (28 апреля 2015 года) — за особые трудовые заслуги перед государством и народом[3].
- Заслуженный работник сельского хозяйства Российской Федерации (20 апреля 2014 года) — за достигнутые трудовые успехи, значительный вклад в социально-экономическое развитие Российской Федерации, заслуги в гуманитарной сфере, активную законотворческую и общественную деятельность, многолетнюю добросовестную работу[6].